# Royal Namur Échecs
Royal Namur Échecs – belgijski klub szachowy z siedzibą w Namurze.

## Historia
Klub powstał w 2005 roku z połączenia CE Namur (zał. 1923) i Club de Ludisan (zał. 1993) i początkowo nosił nazwę Namur Échecs. Rozgrywki rozpoczęto od Division 1. 26 września 2005 roku zmieniono nazwę klubu na Royal Namur Échecs. W inauguracyjnym sezonie klub zajął dziesiąte miejsce w Division 1. Rok później zespół uzyskał wicemistrzostwo Belgii. Skład drużyny stanowili wówczas m.in. Laurent Fressinet, Leonid Kritz, Micheil Mczedliszwili, Alberto David, Harmen Jonkman, Ilia Zaragacki, Anthony Wirig i Sébastien Feller. W 2007 roku klub wystąpił w Pucharze Europy. Belgijski zespół wygrał wówczas dwa mecze (z SC Niederrohrdorf i Bokštasem Płungiany) i przegrał pięć (w tym z niżej notowanymi Beşiktaşem JK i Kilkenny Chess Club) i zajął 48. miejsce w klasyfikacji końcowej. W kraju sezon 2007/2008 Royal Namur zakończył na dziewiątej pozycji. W 2009 roku klub spadł z Division 1. W 2010 roku zespół powrócił na jeden sezon do Division 1, ponownie kończąc rozgrywki spadkiem. Od sezonu 2014/2015 klub ponownie grał w Division 1, zajmując wówczas dziewiątą pozycję. W sezonie 2015/2016 zespół był dwunasty – ostatni, co oznaczało spadek do Division 2. W 2023 roku klub awansował do Division 1. Sezon 2023/2024 zakończył się spadkiem do niższej ligi.

## Arcymistrzowie w historii klubu
- Alberto David[4]
- Laurent Fressinet[4]
- Michaił Gurewicz[17]
- Andrei Istrățescu[19]
- Harmen Jonkman[7]
- Leonid Kritz[5]
- Micheil Mczedliszwili[6]
- Namiq Quliyev[17]
- Christophe Sochacki[17]